# Carl Radle
Carl Dean Radle (Tulsa, 18 juni 1942 — Claremore, 30 mei 1980) was een Amerikaanse bassist, die toerde en opnamen maakte met veel van de meest invloedrijke artiesten van de late jaren 1960 en 1970. Hij werd postuum ingewijd in de Oklahoma Music Hall of Fame in 2006.

## Carrière
Radle was vooral bekend door zijn lange samenwerking met Eric Clapton, beginnend in 1969 met Delaney & Bonnie and Friends en voortgezet in 1970 met Derek & the Dominos, opnemend met drummer Jim Gordon, gitarist Duane Allman en toetsenist Bobby Whitlock. In 1970 trad Radle toe tot de Mad Dogs and Englishmen-tournee van Joe Cocker. Hij werkte aan alle soloprojecten van Clapton van 1970 tot 1979 en was lid van Claptons touringband Eric Clapton & His Band van 1974 tot 1979. Radle speelde een belangrijke rol bij het faciliteren van Claptons terugkeer naar opnamen en toeren in 1974. Tijdens Claptons driejarige onderbreking voorzag Radle hem van een voorraad banden van muzikanten met wie hij had samengewerkt. Dick Sims en Jamie Oldaker vormden de kern van de band van Clapton in de jaren 1970. Radle diende als meer dan een sideman en trad ook op als arrangeur op verschillende nummers, met name Motherless Children. Radle verdiende de eer als gerelateerd producent van Claptons album No Reason to Cry.
Radle was een sessiemuzikant voor veel van de meest beroemde bluesrock- en rock-'n-roll-artiesten in de jaren 1970, waaronder Rita Coolidge en Kris Kristofferson. Hij verscheen in de film The Concert for Bangladesh. Opnamen van dat concert werden in 1972 als album uitgebracht. In de periode van twee jaar vóór het uitbrengen van het album The Concert for Bangladesh nam Radle albums op met Dave Mason, J.J. Cale, George Harrison, Joe Cocker, Leon Russell en Buddy Guy en anderen. Hij was de bassist in Gary Lewis & the Playboys toen ze in de Mike Douglas Show en The Ed Sullivan Show verschenen. Hij is te zien in de film The Last Waltz van Martin Scorsese uit 1978, die het laatste concert van The Band in 1976 documenteerde.
In de loop van zijn carrière speelde Radle op een aantal gouden en platina singles en albums en oogstte hij het respect van veel muzikanten. Zijn baslijnen waren vaak eenvoudig en repetitief, maar altijd met het doel het nummer te ondersteunen.

## Overlijden
Carl Radle overleed op 30 mei 1980 op 37-jarige leeftijd in zijn huis in Claremore aan de gevolgen van een nierinfectie, veroorzaakt door alcohol en verdovende middelen.

## Discografie

### Met Derek & the Dominos
- 1970: Layla and Other Assorted Love Songs
- 1973: In Concert
- 1990: The Layla Sessions: 20th Anniversary Edition
- 1994: Live at the Fillmore

### Met Eric Clapton
- 1970: Eric Clapton
- 1974: 461 Ocean Boulevard
- 1975: E.C. Was Here
- 1975: There's One in Every Crowd
- 1976: No Reason to Cry
- 1977: Slowhand
- 1978: Backless